# Кушнір Володимир (публіцист)
Володи́мир Кушні́р (1881, с. Янчин, Галичина, Австро-Угорщина — 25 жовтня 1933, Прага, Чехословаччина) — український публіцист, видавець. Псевдоніми і криптоніми: К-р В., В. Ріншук, V, W. К.

## З біографії
Закінчив Львівський університет, став журналістом, захистив дисертацію. На початку ХХ ст. переїхав до Відня.
Працював у редакції газети «Діло» (1912), часописах «Буковина» і «Народний голос» (1913—1914). Редагував віденський часопис «Ukrainische Rundschau».
В роки Першої світової війни підготовляв матеріали з української справи, в грудні 1915 р. увійшов до складу керівництва Спілки «Вільна Україна» (Freie Ukraine) в Берліні.
Брав участь у редагуванні часописів «Воля» (Відень, 1919), «На переломі» (Берлін, 1920). На початку 1920-х рр. очолював Спілку українських журналістів і письменників у Відні.
1923 року оселився у Празі, викладав німецьку мову в Українському високому педагогічному інституті.
Разом із провідними українськими інтелектуалами, серед яких були Олександр Колесса, Олександр Олесь, Станіслав Дністрянський, Степан Рудницький, Дмитро Дорошенко, Степан Смаль-Стоцький, Іван Огієнко, Олександр Шульгін, стояв у витоків Українського вільного університету, який у 1921 році переїхав до Праги із Відня.

## Твори
- Die Sonderstellung Galiziens // Ukrainische Rundschau. Nr. 3 (1906). S. 87-91.
- Die Universitätsfrage in Lemberg // Ukrainische Rundschau. Nr. 4 (1906). S. 123—130.
- Die Denunziaten // Ukrainische Rundschau. Nr. 5 (1907). S. 167—170.
- Die Landtagswahlreform in Galizien // Ukrainische Rundschau. Nr. 9-10 (1907). S. 276—287.
- Von den ruthenischen Russophilen // ibid. S. 276—287; ibid. Nr. 11-12 (1907). S. 326—338.
- Die Enteigungsgesetze // Ukrainische Rundschau. Nr. 11-12 (1907). S. 338—345.
- Der Neopanslavismus. Wien-Leipzig: E.W. Stern, 1908.
- Der Statthaltermord // Ukrainische Rundschau. Nr. 4 (1908). S. 162—168.
- Abgeordneter Markow und die Petersburger Akademie der Wissenschaften über die ukrainische Frage // ibid. S. 189—196.
- Die nationalen Verhältnisse in Lemberg und anderen ostgalizischen Städten // Ukrainische Rundschau. Nr. 11 (1908). S. 471—479.
- Das Jubiläum des Aufklärungsveriens 'Prosvita' in Lemberg // Ukrainische Rundschau. Nr. 12 (1908). S. 523—527.
- Taras Schewtschenko als Träger der ukrainisch-politischen Tendenzen seiner Zeit // Ukrainische Rundschau. Nr. 3-4 (1914). S. 158—165.
- Die Ukraine und ihre Bedeutung im gegenwärtigen Krieg mit Russland. Wien: Ukrainische Rundschau, 1914.
- Ukrainer und der Krieg // Ukrainisches Korrespondenzblatt. Nr. 7 (29.10.1914).
- Taras Schewtschenko, der grösste Dichter der Ukraine. Wien: Ukrainische Rundschau, 1914.
- Galizien und der ukrainische Anteil an der Völkerbefreiung. Wien: Znanie, 1915.
- Der ukrainische Bauer als politischer Faktor // Die Ukraine. Heft 2 (1920). S. 27—31.
- Підручник німецької мови. Прага: Сіяч, 1925.
- Polish atrocities in the West Ukraine: an appeal to the league for the rights of man and citizen. Vienna: Gerald, 1931.
- Кушнір В. Листи до М.Коцюбинського // Листи до Михайла Коцюбинського / Упорядк. та комент. В.Мазного. — Ніжин, 2002. — Т. ІІІ: Карманський-Мочульський. — С. 143—146.